# Reserva de caza

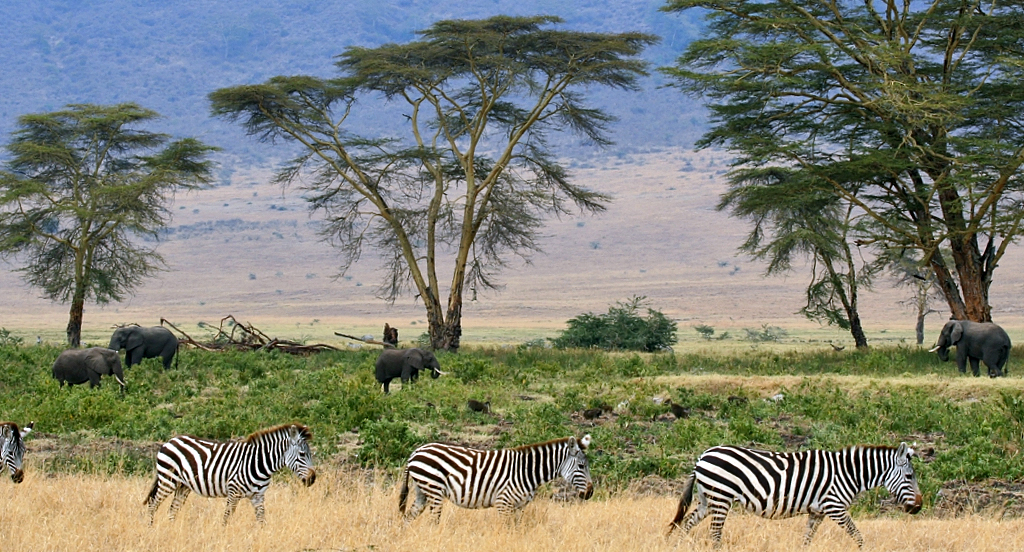
Zebras en una reserva de caza en el Serengueti

Una reserva de caza es un área de tierra protegida para el mantenimiento de la vida salvaje para el turismo o con propósitos de cazarla como deporte. Muchas reservas de caza se encuentran en África. La mayor parte de ellas están abiertas al público, y los turistas habitualmente hacen safaris bien para ver a los animales, bien para cazarlos.
Una reserva de caza es algo más que un trozo de terreno o un lugar para mantener la fauna salvaje; es un lugar en el que los ecosistemas están protegidos y la conservación es clave. La fauna autóctona en su hábitat natural hace que se logre una situación ideal pues ayuda a proporcionar un entorno donde puede producirse el crecimiento de los animales a un ritmo natural. 
Algunas reservas de caza presumen de tener más de un ecosistema, a veces incluso cinco, como la sabana arbolada de África austral, el fynbos o bosques de ribera y bosques de acacias; esto proporciona un enorme mejora en las clases de fauna presentes y las numerosas especies de aves que crecen con fuerza en estos entornos.
La atracción mayor son los Big Five, cinco especies de caza mayor de África: rinoceronte, elefante, búfalo, leopardo y león, llamadas así debido a la dificultad de cazarlas y no por su tamaño, y de ahí que el leopardo esté en la lista y no el hipopótamo. 
La provincia Oriental del Cabo, en Sudáfrica, es uno de los más populares destinos de safari en el mundo pues disfruta de un entorno libre de malaria junto con una vasta variedad de fauna. Safari fotográfico es el término más usado habitualmente para reservas de animales salvajes en los que no está implicada la caza. Aunque hay una nueva reserva abierta en la provincia Occidental del Cabo, cerca de la bahía Mossel, la Gondwana Game Reserve, que es la primera en que tiene a los cinco grandes deambulando libremente en esta zona.